# Grigorij Egorov
Grigorij Aleksandrovič Egorov (in russo Григорий Александрович Егоров?; Şımkent, 12 gennaio 1967) è un ex astista kazako, fino al 1991 sovietico.

## Palmarès

### Giochi olimpici
- 1 medaglia[1]:
  - 1 bronzo (Seul 1988)

### Mondiali
- 1 medaglia[2]:
  - 1 argento (Stoccarda 1993)

### Mondiali indoor
- 2 medaglie:
  - 2 argenti (Budapest 1989[1]; Toronto 1993[2])

### Europei
- 1 medaglia[1]:
  - 1 argento (Spalato 1990)

### Europei indoor
- 2 medaglie[1]:
  - 1 oro (L'Aia 1989)
  - 1 argento (Glasgow 1990)

### Giochi asiatici
- 2 medaglie[2]:
  - 1 oro (Busan 2002)
  - 1 argento (Hiroshima 1994)

### Campionati asiatici
- 3 medaglie[2]:
  - 2 ori (Manila 1993; Manila 2003)
  - 1 bronzo (Colombo 2002)

### Goodwill Games
- 1 medaglia[1]:
  - 1 argento (Seattle 1990)

### Giochi afro-asiatici
- 1 medaglia[2]:
  - 1 oro (Hyderabad 2003)

### Europei juniores
- 1 medaglia[1]:
  - 1 argento (Cottbus 1985)

## Altre competizioni internazionali
1987
- Coppa Europa di atletica leggera ( Praga)

1991
- Coppa Europa di atletica leggera ( Francoforte)